# 星海滩路站
星海滩路站是青岛地铁6号线的地铁车站，位于中华人民共和国山东省青岛市黄岛区蔡家庄路与星海滩路交叉口，于2024年4月26日开通。

## 车站结构
星海滩路站位于蔡家庄路与星海滩路交叉口，沿蔡家庄路设置，呈南北走向，为地下两层岛式站台车站，车站长203.6米，宽21.5米，车站地下一层为站厅层，地下二层为站台层，站台设置全高站台门。
| 地面              | 出入口 | A、B、C、D出入口 |
| 地下一层          | 站厅   | 客服中心、自动售票机、验票机                                                                                        |
| 地下二层          | 站台   | \| \| \| 6号线往灵山湾（华山） \| \| 島式 · 開左邊车门 \| \| \| \| \| \| 6号线往横云山路（赵家庙（影视产业园）） \| |
|                   |        | 6号线往灵山湾（华山）                                                                                               |
| 島式 · 開左邊车门 |        | |
|                   |        | 6号线往横云山路（赵家庙（影视产业园））                                                                             |

## 出入口
星海滩路站共设4个出入口，各出口及周围设施如下所示：
| 编号                | 指示                       | 建议前往的目的地                | 图片 |
| ------------------- | -------------------------- | ------------------------------- | ---- |
| A · 出口            | 星海滩路(南)，蔡家庄路(西) |                                 |      |
| B · 出口            | 星海滩路(东)，蔡家庄路(西) | 中国广电·青岛5G高新视频实验园区 |      |
| C · 出口            | 星海滩路(北)，蔡家庄路(东) |                                 |      |
| D · 出口 · （设有） | 星海滩路(南)，蔡家庄路(东) |                                 |      |
| 图例： 设有         |                            |                                 |      |

## 接驳交通

### 公交车
- 海信·花街小镇：黄岛310路，黄岛78路
- 星海滩路地铁站：黄岛310路，黄岛78路

## 车站历史
本站工程名为创智谷站，正式站名为星海滩路站，以车站横跨的星海滩路命名。
- 2024年4月26日，车站随6号线一期通车开通[1]。